# Serra Tarahumara

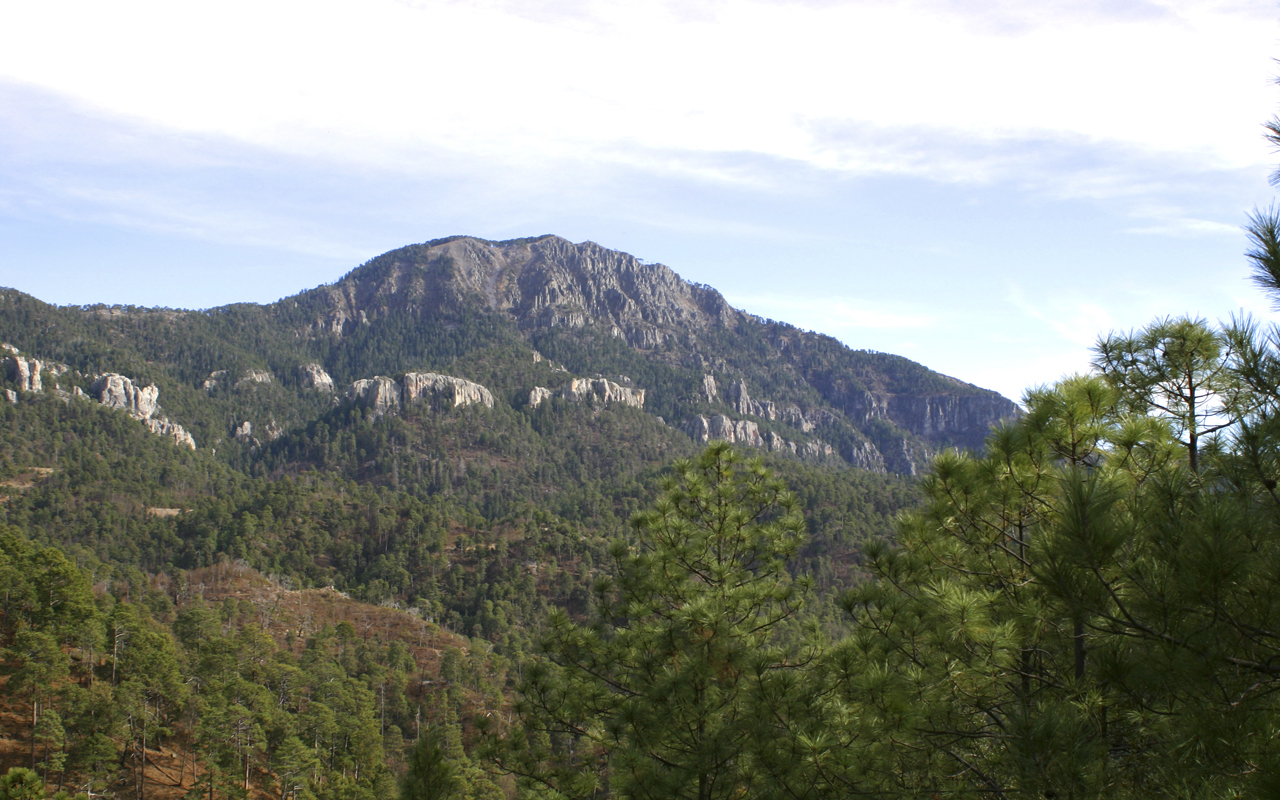

A serra Tarahumara é uma cadeia montanhosa localizada no estado mexicano de Chihuahua, onde habitam os tarahumaras.